# Санкт-Михаель-ім-Бургенланд
Санкт-Михаель-ім-Бургенланд (нім. Sankt Michael im Burgenland) — ярмаркова громада на сході Австрії у федеральній землі Бургенланд. Входить до складу округу Гюссінг. Населення — 997 осіб (станом на 1 січня 2016 року). Займає площу 18,4 км².

## Історія
Як і весь Бургенланд, місто до 1920 року належало Угорщині. Після закінчення Першої світової війни місто відійшло до новоствореної республіки Бургенланд. У 1922 Бургенланд став частиною Австрії.

## Відомі особистості
В поселенні народився:
- Карл Швайцер (* 1952) — австрійський педагог і політик.